# 20 f.Kr.
20 f.Kr. var ett normalår som började en tisdag i den proleptiska julianska kalendern, men i verkligheten antingen ett normalår som började en onsdag eller torsdag, eller ett skottår som började en tisdag, onsdag eller torsdag i den julianska kalendern (se skottårsfelet i den julianska kalendern för mer information).

## Händelser

### Efter plats

#### Romerska riket
- Ett fredsfördrag undertecknas mellan Romarriket och Parterriket där Crassus och Marcus Antonius erövrade örnar återlämnas.
- Grundat på scenerna och stilen antas Portlandvasen ha tillkommit i Alexandria någon gång mellan detta år och 100 e.Kr.
- Herodes den store börjar renovera Jerusalems tempel.

## Födda
- Sejanus, romersk konsul
- Gaius Caesar, dotterson till Augustus